# Paulino Castañeda Delgado
Paulino Castañeda Delgado (Becilla de Valderaduey, provincia de Valladolid, 22 de abril de 1927-Madrid, 20 de agosto de 2007). Licenciado en Teología por la Universidad Pontificia de Salamanca (1951), ese mismo año recibió la ordenación sacerdotal; Doctor en Teología, por la Universidad de Comillas (1965). En la Universidad Complutense cursó Filosofía y Letras, obteniendo el premio extraordinario en la Licenciatura (1960) y en el Doctorado (1963). Esta investigación fue publicada con el título La teocracia pontifical en la Conquista de América (Vitoria, 1965), reeditada en México por la UNAM, en 1996. Fue nombrado secretario del vicario castrense (1970-1974). 

## Biografía
En 1975 el profesor Castañeda se incorporó a la Facultad de Filosofía y Letras de la Universidad de Sevilla, primero como agregado (1975-1981) y luego como catedrático (1981-1992). Fue director del Departamento de Historia de América desde 1984 hasta su jubilación en 1992. Posteriormente fue nombrado Catedrático Emérito de historia de la Iglesia y de las Instituciones Canónicas Indianas de la Universidad de Sevilla.
Su actividad investigadora ha sido muy prolífica. De sus trabajos americanistas destacan: Don Vasco de Quiroga y su Información en Derecho (Madrid, 1974); La jerarquía de la Iglesia en Indias (Madrid, 1992); Alonso de Chaves y el Libro IV de su Espejo de navegantes (Madrid, 1977); Quatripartitu de Alonso de Chaves (Madrid, 1983); Los memoriales de P. Silva sobre la predicación pacífica y los repartimientos (Madrid, 1983); Don Juan Antonio Vizarrón, Arzobispo de México y Virrey de Nueva España (Puerto de Santa María, 1997). Destacar también su participación en la Historia de la Inquisición en Lima, en tres volúmenes (Madrid, 1989, 1995, 2000).
Presidió la Fundación Bartolomé de las Casas, y publicó con el apoyo de la Alianza Editorial la edición crítica de las Obras Completas de Fray Bartolomé de las Casas, en catorce volúmenes (Madrid, 1988-1996). Dirigió hasta catorce congresos internacionales sobre la actividad de diversas órdenes religiosas en América, y participó en la gestión y organización del Pabellón de la Santa Sede en la Exposición Universal de Sevilla (1992).
Entre 1980-1987, el Rector de la Universidad de Sevilla encargó al profesor Paulino Castañeda la organización de los Cursos de Verano de la Universidad Hispanoamericana de Santa María de La Rábida. Hay que indicar que durante este período la gestión de esta institución dependía del Rectorado de la Universidad de Sevilla.
Vivía entre Sevilla y Madrid, habló siempre con gran cariño de la ciudad del Guadalquivir, a la que, pese a su origen castellano, se adaptó sin ningún problema, sorprendiéndole siempre las peculiaridades del carácter de los hombres y mujeres de la Baja Andalucía.